# Echeta trinotata
Echeta trinotata là một loài bướm đêm thuộc phân họ Arctiinae, họ Erebidae.